# Njiva Rakotoharimalala
Njiva Tsilavina Martin Rakotoharimalala (ur. 6 sierpnia 1992 w Antananarywie) – madagaskarski piłkarz grający na pozycji skrzydłowego. W swojej karierze grał w klubach takich jak: CNaPS Sport, Sukhothai, Samut Sakhon, FC Fleury 91, Nongbua Pitchaya, Fosa Juniors FC i Al-Jandal SC. Od 2023 jest zawodnikiem Ratchaburi Mitr Phol FC. W reprezentacji Madagaskaru zadebiutował 31 maja 2014 w meczu z Ugandą. Pierwszą bramkę  w kadrze zdobył 20 maja 2015 przeciwko Tanzanii. Znalazł się w kadrze Madagaskaru na Puchar Narodów Afryki 2019.